# Wüst (Familienname)
Wüst bzw. Wuest ist ein deutscher Familienname.

## Namensträger
- Alban Wüst (1947–2000), deutscher Fußballspieler
- Albert Wüst (1840–1901), deutscher Landtechniker
- Alexander Wüst (Fotograf) (1858–nach 1937), deutscher Fotograf
- Alexander Wüst (Schauspieler) (* 1973), deutscher Schauspieler
- Alexander Wüst (1837–1876), niederländischer Maler
- Anton Karl Wüst (1863–1932), österreichischer Politiker (DnP), Abgeordneter zum Nationalrat
- Balthasar Wüst (auch: Pater Coelestin; 1720–1761), deutscher Augustiner-Pater, Musiker und Komponist
- Carsten Wüst (* 1992), deutscher Säbelfechter
- Dorothee Wüst (* 1965), deutsche evangelische Pfarrerin, Kirchenpräsidentin der Evangelischen Kirche der Pfalz
- Eduard Wüst (1818–1859), deutscher evangelisch-lutherischer Theologe
- Ernst Wüst (Philologe) (1875–1959), deutscher Klassischer Philologe und Gymnasiallehrer
- Ernst Wüst (Fußballspieler) (* 1923), deutscher Fußballspieler
- Ewald Wüst (1875–1934), deutscher Geologe und Paläontologe, Professor in Kiel
- Ferdinand Wüst (1845–1908), deutscher Maler, Grafiker und Lithograph
- Fritz Wüst (1860–1938), deutscher Eisenhüttenkundler und Gründungsdirektor des Kaiser-Wilhelm-Instituts für Eisenforschung
- Fritz Rudolf Wüst (1912–1993), deutscher Althistoriker
- Georg Wüst (1890–1977), deutscher Ozeanograph
- Günther Wüst (1923–2003), deutscher Rechtswissenschaftler
- Hannelore Wüst (1927–2014), deutsche Schauspielerin
- Hans Wüst (* um 1936), deutscher Journalist, Buchautor und Pressereferent der Christlich-Sozialen Union (CSU)
- Hans Werner Wüst (* 1950), deutscher Unternehmer und Autor
- Hendrik Wüst (* 1975), deutscher Politiker (CDU), Ministerpräsident von Nordrhein-Westfalen
- Ida Wüst (1879–1958), deutsche Schauspielerin
- Ireen Wüst (* 1986), niederländische Eisschnellläuferin
- Josef Wüst (1925–2003), österreichischer Journalist, Chefredakteur und Zeitungsherausgeber
- Karl Wüst (1840–1884), Oberbürgermeister von Heilbronn
- Karlheinz Wüst (1921–1992), deutscher Kameramann und Kulturfilmproduzent
- Ludwig Wüst (* 1965), österreichischer Filmregisseur, Drehbuchautor und Produzent
- Lui Wüst (* 2002), deutscher Beachvolleyballspieler
- Manu Wüst (1953–2010), Schweizer Journalistin
- Marcel Wüst (* 1967), deutscher Radrennfahrer
- Markus Wüst (* 1971), Schweizer Nordischer Kombinierer
- Michel Wüst (* 1997), Schweizer Unihockeyspieler
- Mio Wüst (* 2000), deutscher Volleyball- und Beachvolleyballspieler
- Otto Wüst (1926–2002), Schweizer Bischof
- Ottokar Wüst (1925–2011), deutscher Fußballfunktionär
- Paul Wüst (Philologe) (1880–1917), deutscher Philologe und Schriftsteller
- Paul Wüst (Grafiker) (1898–1987), Schweizer Grafiker, Zeichner und Illustrator
- Peter Wüst (1946–2023), deutscher Journalist
- Philipp Wüst (1894–1975), deutscher Dirigent und Komponist
- Rainer Wüst (1943–2021), deutscher Mathematiker
- Sung-Hee Kim-Wüst (* 1971), koreanische Pianistin
- Susanne Wuest (* 1979), österreichische Schauspielerin
- Theodor Wüst (1889–1942), deutscher katholischer Priester und Redakteur
- Theodor Wüst (1880–1965), deutscher Verwaltungsjurist und Bezirksamtmann
- Théodore Wüst (1843–1915), deutscher Porträt- und Genremaler sowie Illustrator und Kupferstecher
- Ulrich Wüst (* 1949), deutscher Fotograf
- Walter Wüst (Politiker) (1896–1965), deutscher Politiker (SPD), MdA Berlin
- Walter Wüst (Ornithologe) (1906–1993), deutscher Ornithologe
- Walther Wüst (1901–1993), deutscher Indogermanist, Rektor der Universität München (1941–1945)
- Wilhelm Wüst (1875–1950), deutscher Landrat
- Wilhelm Friedrich Wüst (1796–1863), deutscher Schulmeister und Mundartdichter
- Wolfgang Wüst (* 1953), deutscher Historiker und Hochschullehrer